# جیمز ویلیام فولبرایت
جیمز ویلیام فولبرایت (به انگلیسی: James William Fulbright) (زاده ۹ آوریل ۱۹۰۵ – مرگ ۹ فوریه ۱۹۹۵) یک سناتور ایالات متحده آمریکا از ایالت آرکانزاس (از ۱۹۴۵ تا ۱۹۷۵) و یکی از اعضای حزب دموکرات ایالات متحده آمریکا بود. وی طولانی‌ترین دوران ریاست کمیته روابط خارجی سنای ایالات متحده آمریکا (۱۹۷۴-۱۹۵۹) را در اختیار داشت. پیش از آن نیز ریاست کمیته بانکداری و ارزی سنای ایالات متحده آمریکا (۱۹۵۹-۱۹۵۵) را بر عهده داشت. فولبرایت یکی از پشتیبانان سرسخت راه‌اندازی سازمان ملل متحد بود؛ و یکی از خدمات ماندگارش پشتیبانی از راه‌اندازی یک برنامه کمک هزینه تحصیلی-پژوهشی بین‌المللی بود که به پاس پشتیبانی‌های وی «برنامه فولبرایت» نامیده می‌شود.